# The Cruise of the Alerte
Em 1889, Edward Frederick Knight navegou para ilha da Trindade ao largo da costa de Brasil em um Iate de 64 pés nomeado Alerte. Ele foi em busca de um  lendário tesouro.  Anteriormente, ele já havia visitado a ilha em seu primeiro barco, nomeado o Falcon. Dessa aventura ele escreveu o livro The Cruise of the Alerte, com o relato interessante sobre sua expedição com  descrições detalhadas sobre a Ilha.